# Женская сборная Мьянмы по хоккею на траве
Женская сборная Мьянмы по хоккею на траве — национальная команда по хоккею на траве, представляющая Мьянму в международных соревнованиях. Управляется Федерацией хоккея на траве Мьянмы.

## История
Женская сборная Мьянмы никогда не участвовала в крупных международных и континентальных турнирах — летних Олимпийских и Азиатских играх, чемпионатах мира и Азии, Кубке Азиатской федерации хоккея на траве.
Мьянманские хоккеистки в 2013 году завоевали бронзовые медали на домашних Играх Юго-Восточной Азии, заняв 3-е место среди 6 команд. На предварительном этапе они проиграли Малайзии (0:6) и Сингапуру (1:2), сыграли вничью с Таиландом (0:0), победили Индонезию (1:0) и Камбоджу (7:0). В матче за 3-4-е места сборная Мьянмы вновь выиграла у Сингапура (1:0).
В 2015 году на Играх Юго-Восточной Азии в Сингапуре сборная Мьянмы заняла 5-е место среди 5 команд. Она проиграла сборным Сингапура (0:2), Таиланда (0:4), Индонезии (0:3) и Малайзии (0:11).

## Результаты выступления

### Игры Юго-Восточной Азии
- 2013 —
- 2015 — 5-е место
- 2017—2019 — не участвовала